# Maurici Lucena
Mauricio Lucena Betriu (Barcelona, 22 de diciembre de 1975) es un político español. 
Actualmente es presidente y Consejero delegado de Aena.

## Biografía
Se licenció en Ciencias Económicas y Empresariales (especialidad Economía) por la Universidad Pompeu Fabra (UPF), Barcelona, y obtuvo el Máster en Economía y Finanzas por el Centro de Estudios Monetarios y Financieros (CEMFI) del Banco de España. 
Inició su carrera profesional como analista económico en el despacho Solchaga, Recio & Asociados, donde trabajó desde septiembre de 1999 hasta mayo de 2004.
En el sector público, ha sido director general del Centro para el Desarrollo Tecnológico Industrial (CDTI), desde julio de 2004 hasta mayo de 2010, y vicepresidente ejecutivo (CEO) de Ingeniería de Sistemas para la Defensa de España (ISDEFE), desde mayo de 2010 hasta febrero de 2012.
Desde julio de 2008 hasta junio de 2010 fue presidente del Consejo de la Agencia Espacial Europea (ESA).
Desde diciembre de 2012 hasta octubre de 2015, fue diputado y portavoz del grupo parlamentario socialista en el Parlamento de Cataluña, tras ser elegido como número dos de la lista del PSC por Barcelona en las elecciones al Parlamento de Cataluña de 2012.
En el sector privado, ha sido director de Gestión Patrimonial y Prudencial en el Banco Sabadell, desde junio de 2016 hasta octubre de 2017 y posteriormente director de Regulación Prudencial y Public Policy desde noviembre de 2017 hasta julio de 2018.
Fue miembro del grupo de expertos de Pedro Sánchez para las elecciones generales de 2015, como responsable de política industrial y competitividad; miembro del comité asesor de economía de José Montilla para las elecciones al Parlamento de Cataluña de 2010, y coordinador del área de competencia y transparencia del programa económico del Partido Socialista Obrero Español (PSOE) para las elecciones generales de 2004.
En el ámbito docente, fue en 2002 profesor asociado del Departamento de Economía de la Universidad Carlos III de Madrid. Asimismo, es autor del libro “En busca de la pócima mágica. Las políticas industriales y de innovación que funcionan... y las que no” (Antoni Bosch editor, 2013). Y es coordinador, junto con Rafael Repullo, del libro “Ensayos sobre economía y política económica. Homenaje a Julio Segura” (Antoni Bosch editor, 2013).
Desde el 16 de julio de 2018, es presidente y consejero delegado de Aena.